# Ammar Bin Jachlif
Ammar Bin Jachlif (Amar Benikhlef, ar. عمار بن يخلف, ur. 11 stycznia 1982) – algierski dżudoka, wicemistrz olimpijski z Pekinu.
13 sierpnia 2008 zdobył srebro na Igrzyskach Olimpijskich w Pekinie w kategorii wagowej do 90 kg. W półfinale Benikhlef pokonał przez ippon Francuza Yves-Matthieu Dafreville'a, by przegrać w finale przez shido (jedną koką za pasywność) z Gruzinem Iraklim Tsirekidze. Jest trzykrotnym mistrzem Afryki.